# The Legend of John Henry
The Legend of John Henry ist ein US-amerikanischer animierter Kurzfilm von Sam Weiss aus dem Jahr 1973.

## Handlung
John Henry ist seit frühster Kindheit mit dem Hammer vertraut und wird, als er erwachsen ist, Sprenglochhauer. Als solcher arbeitet er beim Schienenverlegen für die neue Eisenbahn. Er liebt seine Arbeit und seine Freundin Polly Ann, die er heiratet. Polly Ann ahnt, dass ihr Mann irgendwann sein Leben für seinen Beruf lassen wird. Eines Tages wird John Henry der Arbeit am Berg zugeteilt, in den ein Tunnel für die Eisenbahnstrecke getrieben werden soll. Als sein Vorgesetzter entscheidet, dass die Sprenglöcher statt in manueller Arbeit mit neuen dampfgetriebenen Hämmern erledigt werden soll, tritt John Henry in den Zweikampf Mann gegen Maschine. Er gewinnt den Wettkampf gegen die Maschine, bricht jedoch kurz nach Ende der Arbeit tot zusammen.

## Produktion
The Legend of John Henry behandelt die Geschichte um den Volkshelden John Henry. Die Handlung wird im Film von Roberta Flack erzählt bzw. gesungen. Flack wird musikalisch unterstützt von Vic Feldman am Vibraphon, Tommy Tedesco an der Gitarre, Herbie Hancock am Piano, Max Bennett am akustischen Kontrabass sowie John Guerin am Schlagzeug. Die Aufnahme erschien 1973 auch auf LP. Die deutlich reduzierte Animation stammt von Ruth Kissane und Vonnie Batson. Der Film wurde erstmals 1973 aufgeführt. Seine Fernsehpremiere hatte er 1977 im Rahmen der Sendung CBS Children’s Film Festival.

## Auszeichnungen
The Legend of John Henry wurde 1974 auf dem Chicago International Film Festival für einen Gold Hugo nominiert. Er erhielt zudem ebenfalls 1974 eine Nominierung für den Oscar in der Kategorie Bester animierter Kurzfilm.